# Eustachys
Eustachys Desv. é um género botânico pertencente à família Poaceae, subfamília Chloridoideae, tribo Cynodonteae.
O gênero apresenta aproximadamente 30 espécies. Ocorrem na África, Ásia, australásia,  Pacífico, América do Norte e América do Sul.

## Sinônimos
- Chloroides Regel (SUI)
- Langsdorffia Regel (SUI)

## Principais espécies
- Eustachys floridana Chapm.
- Eustachys glauca Chapm.
- «PPP-Index Lista completa»